# 皇后鸚嘴魚
皇后鸚嘴魚（學名：Scarus vetula）為輻鰭魚綱鱸形目隆頭魚亞目鸚哥魚科的其中一種，分布於中西大西洋區，從美國佛羅里達州至南美洲北部海域，棲息深度3-25公尺，本魚體延長且側扁，頭部圓鈍，它們有兩種不同的色相，在較小的魚中，性別相似，但幾乎所有個體都是雌性，體呈紅棕色或灰棕色，頭部較淺，每側都有白色側條紋，雄魚體淡藍綠色，嘴附近有藍色斑點，嘴和眼睛之間有黃色條紋，胸鰭上有淡藍色條，背鰭硬棘9枚、背鰭軟條10枚、臀鰭硬棘3枚、臀鰭軟條9枚，體長可達61分，棲息在珊瑚礁、岩礁海域，成小群活動，通常由一尾雄魚和數尾雌魚，以喙狀齒板啃食珊瑚礁的藻類為食，夜間休息時會分泌黏液形成「繭」，以防禦掠食者，可做為食用魚及觀賞魚。